# 2494 Inge
2494 Inge је астероид главног астероидног појаса са пречником од приближно 55,61 .
Афел астероида је на удаљености од 3,386 астрономских јединица (АЈ) од Сунца, а перихел на 2,937 АЈ.
Ексцентрицитет орбите износи 0,071, инклинација (нагиб) орбите у односу на раван еклиптике 11,548 степени, а орбитални период износи 2054,106 дана (5,623 година).
Апсолутна магнитуда астероида је 10,60 а геометријски албедо 0,032.
Астероид је откривен 4. јуна 1981. године.